# LeVar Burton
LeVar Burton, all'anagrafe Levardis Robert Martin Burton Jr. (Landstuhl, 16 febbraio 1957), è un attore e regista statunitense, noto per aver interpretato il personaggio di Kunta Kinte da ragazzo nella miniserie televisiva Radici (1977) e Geordi La Forge  nel franchise Star Trek.
Nel 2022 gli viene conferito un Premio Emmy alla carriera.

## Biografia
Burton si è laureato alla Scuola di Teatro della University of Southern California. Ha interpretato il ruolo del tenente comandante Geordi La Forge nella serie televisiva di fantascienza Star Trek: The Next Generation. Burton ha diretto personalmente numerosi episodi della serie, così come episodi di Star Trek: Deep Space Nine, Star Trek: Voyager e Star Trek: Enterprise. È anche il creatore, conduttore e produttore esecutivo del duraturo e elogiato programma per bambini Reading Rainbow (1983-2005) che incoraggia la lettura tra il piccolo pubblico.
Burton ha fatto il suo debutto in televisione come conduttore, dal 1976 al 1979, del programma Rebop. Compare nell'episodio La derivazione del brindisi e nell'episodio La configurazione abitativa della serie televisiva The Big Bang Theory e nell'episodio Il documentario sociale della serie televisiva Community. Ha fatto inoltre parte del cast regolare della serie tv Perception. Burton, che nel 1990 ha ricevuto una stella nella Hollywood Walk of Fame, ha interpretato Martin Luther King nel film del 2001 Alì.
Burton ha anche doppiato la voce di un personaggio di nome Kwame nella serie di cartoni animati Captain Planet and the Planeteers (1990-1993) e The New Adventures of Captain Planet (1993-1996). In un punto della sua carriera precedente a Star Trek, è apparso nel video musicale del singolo Word Up! del gruppo R&B Cameo.

## Vita privata
Appassionato giocatore di poker (come il personaggio di La Forge), partecipa al World Poker Tour. È sposato e ha due figli, un maschio nato nel 1980 e una femmina, Michaela, nata nel 1994. Risiede in Nuova Scozia, dove lui e sua moglie Stephanie sono impegnati nella sensibilizzazione della conoscenza di trattamenti contro l'infertilità.

## Filmografia parziale

### Attore

#### Cinema
- In cerca di Mr. Goodbar (Looking for Mr. Goodbar), regia di Richard Brooks (1977)
- Il cacciatore di taglie (The Hunter), regia di Buzz Kulik (1980)
- Star Trek - Generazioni (Star Trek: Generations), regia di David Carson (1994) - Geordi La Forge
- Star Trek - Primo contatto (Star Trek: First Contact), regia di Jonathan Frakes (1996) - Geordi La Forge
- Star Trek - L'insurrezione (Star Trek: Insurrection), regia di Jonathan Frakes (1998) - Geordi La Forge
- Alì (Ali), regia di Michael Mann (2001) - Martin Luther King
- Star Trek - La nemesi (Star Trek: Nemesis), regia di Stuart Baird (2002) - Geordi La Forge

#### Televisione
- Radici (Roots), regia di David Greene (primo episodio), Marvin J. Chomsky, John Erman e Gilbert Moses - miniserie TV, 4 episodi (1977) - Kunta Kinte
- La notte di Halloween (The Midnight Hour), regia di Jack Bender - film TV (1985)
- La signora in giallo (Murder, She Wrote) - serie TV, episodio 3x16 (1987)
- Star Trek: The Next Generation - serie TV, 176 episodi (1987-1994) - Geordi La Forge
- Star Trek: Voyager - serie TV, episodio 5x06 (1998) - Geordi La Forge
- Becker - serie TV, episodio 3x07 (2000)
- The Big Bang Theory - serie TV, episodi 4x17-6x07-8x10 (2011-2014)
- Perception - serie TV, 30 episodi (2012-2015)
- Rise of the Zombies - Il ritorno degli zombie (Rise of the Zombies), regia di Nick Lyon – film TV (2012)
- Community - serie TV, episodi 2x16-5x05 (2010-2014)
- NCIS: New Orleans - serie TV, episodio 5x13 (2018)
- Star Trek: Picard - serie TV, 5 episodi (2023) - Geordi La Forge

### Doppiatore

#### Cinema
- Il nostro amico Martin (Our Friend, Martin), regia di Robert Brousseau e Vincenzo Trippetti (1999)
- Rwanda Rising, regia di CB Hackworth (2007)
- Superman/Batman - Nemici pubblici (Superman/Batman: Public Enemies), regia di Sam Liu - direct-to-video (2009) - Fulmine Nero

#### Televisione
- Batman (Batman: The Animated Series) - serie animata, episodio 2x04 (1993)
- Gargoyles - Il risveglio degli eroi (Gargoyles) -  serie animata, episodio 2x34 (1996)
- Capitan Planet e i Planeteers (Captain Planet and the Planeteers) - serie animata, 113 episodi (1990-1996)
- Super Hero Squad Show - serie animata, episodio L'amico ritrovato (2009) - War Machine
- Adventure Time - serie animata, episodio 5x17 (2013)
- Transformers: Rescue Bots - serie animata, 66 episodi (2011-2016)
- Miles dal futuro (Miles from Tomorrowland) - serie animata, episodi 2x8-2x15-2x19 (2016-2017)
- OK K.O.! Let's Be Heroes - serie animata, episodio 1x33 (2017)
- Nancy Drew - serie TV, episodio 2x15 (2021)
- Futurama - serie animata, episodio 9x09 (2024) - sé stesso

#### Videogiochi
- Star Trek: The Next Generation - A Final Unity (1995) - Geordi La Forge
- Generations (1997) - Geordi La Forge
- Star Trek Online (2010) - Geordi La Forge
- Family Guy: The Quest for Stuff (2014) - Geordi La Forge

### Regista

#### Cinema
- Blizzard - La renna di Babbo Natale (Blizzard) (2003)
- Reach for Me (2008)

#### Televisione
- Star Trek: The Next Generation - serie TV, episodi 6x24-7x12 (1993-1994)
- Star Trek: Voyager - serie TV, 8 episodi (1995-2001)
- The Tiger Woods Story - film TV (1998)
- Star Trek: Deep Space Nine - serie TV, 10 episodi (1995-1999)
- Pat, la mamma virtuale (Smart House) - film TV (1999)
- Becker - serie TV, episodio 3x07 (2000)
- Soul Food - serie TV, episodi 1x10-1x14 (2000-2001)
- Star Trek: Enterprise - serie TV, 9 episodi (2001-2005)
- JAG - Avvocati in divisa (JAG) - serie TV, episodio 9x10 (2003)
- Streghe (Charmed) - serie TV, episodi 7x12-8x08-8x18 (2005-2006)
- Miracle's Boys, co-regia con Spike Lee, Bill Duke, Ernest Dickerson e Neema Barnette - miniserie TV (2005)
- Las Vegas - serie TV, episodio 4x07 (2006)
- NCIS: Hawai'i - serie TV, 5 episodi (2022-2024)

## Riconoscimenti (parziale)
- Premio Emmy
  - 2022 - Premio alla carriera[1]

## Doppiatori italiani
Nelle versioni in italiano delle opere in cui ha recitato, LeVar Burton è stato doppiato da:
- Vittorio De Angelis in Star Trek - The Next Generation, Star Trek: Generazioni, Star Trek VIII: Primo contatto, Star Trek: L'insurrezione, Star Trek: La nemesi, Star Trek - Enterprise, The Big Bang Theory (ep. 8x10)
- Sergio Di Giulio in Radici
- Maurizio Reti ne La signora in giallo
- Simone D'Andrea in Becker
- Tonino Accolla ne Il cacciatore di taglie
- Luca Bottale in Community (ep. 2x16)
- Francesco Orlando in Community (ep. 5x05)
- Massimo Rossi in Perception
- Pierluigi Astore ne Il ritorno degli zombie
- Stefano Mondini in NCIS: New Orleans
- Dario Oppido in Star Trek: Picard

Da doppiatore è sostituito da:
- Vittorio De Angelis ne I Griffin
- Massimiliano Alto in Capitan Planet e i Planeteers
- Andrea Mete in Futurama